# 6057 Robbia
A 6057 Robbia (ideiglenes jelöléssel 5182 T-3) egy kisbolygó a Naprendszerben. Cornelis Johannes van Houten,  Ingrid van Houten-Groeneveld és  Tom Gehrels fedezte fel 1977. október 16-án.